# 里吉斯貝格

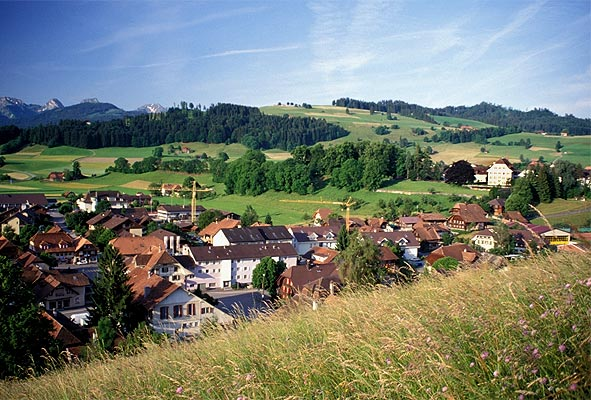

里吉斯貝格是瑞士的城鎮，位於該國中西部，由伯恩州負責管轄，面積29.85平方公里，七成半土地是農業用地，海拔高度762米，2011年人口2,403，人口密度每平方公里81人。